# Іван Андерсон
Іван Андерсон (ісп. Iván Anderson; нар. 24 листопада 1997, Панама) — панамський футболіст, захисник колумбійського клубу «Форталеса» та національної збірної Панами.
Виступав також за клуби «Тауро» та «Монагас».

## Клубна кар'єра
Народився 24 листопада 1997 року в місті Панама. Вихованець футбольної школи клубу «Тауро». Дорослу футбольну кар'єру розпочав 2018 року в основній команді того ж клубу, в якій провів три сезони, взявши участь у 68 матчах чемпіонату. Більшість часу, проведеного у складі «Тауро», був основним гравцем захисту команди.
Протягом 2021 року захищав кольори клубу «Університаріо».
Своєю грою за останню команду привернув увагу представників тренерського штабу клубу «Монагас», до складу якого приєднався 2022 року. Відіграв за команду з Матуріна наступний сезон своєї ігрової кар'єри. Граючи у складі «Монагас» також здебільшого виходив на поле в основному складі команди.
До складу клубу «Форталеса» приєднався 2024 року. Станом на 1 листопада 2024 року відіграв за команду з Сіпакіри 14 матчів в національному чемпіонаті.

## Виступи за збірні
У 2019 році залучався до складу молодіжної збірної Панами. На молодіжному рівні зіграв у 4 офіційних матчах.
Того ж року дебютував в офіційних матчах у складі національної збірної Панами.
У складі збірної був учасником розіграшу Золотого кубка КОНКАКАФ 2023 року у США і Канаді, де разом з командою здобув «срібло», розіграшу Кубка Америки 2024 року у США.
| Дата       | Місто             | Господарі | Результат               | Гості   | Турнір                         | Голи | Примітки |
| ---------- | ----------------- | --------- | ----------------------- | ------- | ------------------------------ | ---- | -------- |
| 28-1-2019  | Глендейл          | США       | 3 – 0                   | Панама  | товариський матч               | -    | 46'      |
| 4-3-2020   | Гватемала (місто) | Гватемала | 0 – 2                   | Панама  | товариський матч               | -    | 75'      |
| 11-6-2022  | Монтевідео        | Уругвай   | 5 – 0                   | Панама  | товариський матч               | -    | 28'      |
| 5-11-2022  | Марбелья          | Катар     | 2 – 1                   | Панама  | товариський матч               | -    | 46'      |
| 15-11-2022 | Шарджа (місто)    | Венесуела | 2 – 2                   | Панама  | товариський матч               | -    | 73'      |
| 23-3-2023  | Буенос-Айрес      | Аргентина | 2 – 0                   | Панама  | товариський матч               | -    |          |
| 12-7-2023  | Сан-Дієго         | США       | 1 – 1 д.ч. (4 – 5 п.п.) | Панама  | Кубок КОНКАКАФ 2023 - півфінал | 1    | 90+1'    |
| 16-7-2023  | Інглвуд           | Мексика   | 1 – 0                   | Панама  | Кубок КОНКАКАФ 2023 - Фінал    | -    | 62'      |
| 10-9-2023  | Гватемала (місто) | Гватемала | 1 – 1                   | Панама  | Ліга націй КОНКАКАФ 2023-2024  | -    | 46' 70'  |
| 21-3-2024  | Арлінгтон         | Панама    | 0 – 3                   | Мексика | Ліга націй КОНКАКАФ 2023-2024  | -    | 77'      |
| 24-3-2024  | Арлінгтон         | Панама    | 0 – 1                   | Ямайка  | Ліга націй КОНКАКАФ 2023-2024  | -    |          |
| 15-10-2024 | Торонто           | Канада    | 2 – 1                   | Панама  | товариський матч               | -    | 90+1'    |
| Усього     |                   | Матчів    | 12                      |         | Голів                          | 1    |          |